# شريان هوبنر الراجع
شريان هوبنر الراجع (بالإنجليزية: Recurrent artery of Heubner)‏‏ هو شريان يتفرعُ من شريان مخي أمامي.